# 貝倫德薩巴希拉
貝倫德薩巴希拉是哥倫比亞的城鎮，位於該國北部，由安蒂奧基亞省負責管轄，面積2,015平方公里，海拔高度105米，2005年人口13,438，人口密度每平方公里6.67人。
7°22′21″N 76°42′53″W / 7.37250°N 76.71472°W